# 何察
何察（？—？），字明甫，號邇山，四川成都府溫江縣人，民籍，明朝政治人物。

## 生平
四川鄉試第三十六名舉人。嘉靖三十二年（1553年）中式癸丑科三甲第五十七名進士。吏部观政，授直隶绩溪知县，升福建福宁州知州，卒。

## 家族
曾祖何榮，封主事 贈按察司僉事；祖父何漢宗，按察司副使；父何世昂，兵馬司指揮。前母李氏；程氏。兄賓、寅、宜（典膳）、騫、宇、宽、寶（训导）、宣（典膳）、完（县丞）、宁（生员）、寀、宏（举人）、弟憲（生员）、宠、守（生员）、宸。